# Flata tripunctata
Flata tripunctata är en insektsart som först beskrevs av Fabricius 1781.  Flata tripunctata ingår i släktet Flata och familjen Flatidae. Inga underarter finns listade i Catalogue of Life.